# Lucas Rossi
Lucas Rossi (Buenos Aires, 2 juni 1985) is een Argentijns hockeyer. 
Tijdens de Olympische Spelen 2016 won Rossi met de Argentijnse ploeg verrassend de gouden medaille.

## Erelijst
- 2012 – 10e Olympische Spelen in Londen
- 2014 –  Wereldkampioenschap in Den Haag
- 2016 –  Olympische Spelen in Rio de Janeiro